# مارك فارينغتون
مارك فارينغتون (بالإنجليزية: Mark Farrington)‏ (15 يونيو 1965 بليفربول في المملكة المتحدة - ) هو لاعب كرة قدم بريطاني في مركز الهجوم. لعب مع برايتون أند هوف ألبيون وفاينورد وفيلم تو تيلبورغ وكارديف سيتي وكامبريدج يونايتد ونادي إيفرتون ونادي جينك ونادي هرتا برلين ونورويتش سيتي ونادي هيرفورد وفورتونا سيتارد.

## وصلات خارجية
- مارك فارينغتون على موقع قاعدة بيانات كرة القدم.إي يو (الإنجليزية)